# Ricardo Rodríguez (autóversenyző)
Ricardo Rodríguez de la Vega (Mexikóváros, 1942. február 14. – Mexikóváros, 1962. november 1.) mexikói autóversenyző, Formula–1-es pilóta volt. Pedro Rodríguez, autóversenyző öccse.

## Élete
Ricardo és bátyja, Pedro gazdag édesapjuktól örökölték a nagy teljesítményű autók szeretetét. Európában az 1960-as Le Mans-i 24 órás verseny-en mutatkoztak be egy Ferrarival és kis híján győzni tudtak. Miközben Ricardo útja egyenesen a Ferrari gyári Formula–1-es csapatába vezetett, Pedro karrierje lassabban ívelt felfelé. Sokan Ricardo-t tartották tehetségesebbnek. Még csak 19 éves volt, amikor élete első Formula–1-es futamán Monzában hatalmas meglepetésre a második rajtkockából indulhatott. 1962-ben szerződést kapott a Ferraritól, de nem vett részt mindegyik versenyen. Az 1962-es mexikói nagydíjon, így Rob Walker Lotusával állt rajthoz. Amikor megpróbált az élre törni, túl gyorsan vette a Peraltada kanyart, kisodródott a pályáról és meghalt.

## Teljes Formula–1-es eredménysorozata
| Év   | Csapat  | 1      | 2      | 3     | 4   | 5   | 6     | 7      | 8   | 9   | Helyezés | Pont |
| ---- | ------- | ------ | ------ | ----- | --- | --- | ----- | ------ | --- | --- | -------- | ---- |
| 1961 | Ferrari | MON    | NED    | BEL   | FRA | GBR | GER   | ITA Ki | USA |     | –        | 0    |
| 1962 | Ferrari | NED Ki | MON Ni | BEL 4 | FRA | GBR | GER 6 | ITA Ki | USA | RSA | 13.      | 4    |

## Fordítás
- Ez a szócikk részben vagy egészben  a   Ricardo Rodríguez (racing driver) című angol Wikipédia-szócikk fordításán alapul.  Az eredeti cikk szerkesztőit annak laptörténete sorolja fel. Ez a jelzés csupán a megfogalmazás eredetét és a szerzői jogokat jelzi, nem szolgál a cikkben szereplő információk forrásmegjelöléseként.